# Rinorea viridifolia
Rinorea viridifolia är en violväxtart som beskrevs av Henry Hurd Rusby. Rinorea viridifolia ingår i släktet Rinorea och familjen violväxter. Inga underarter finns listade i Catalogue of Life.